# Olimpíada de xadrez de 1954

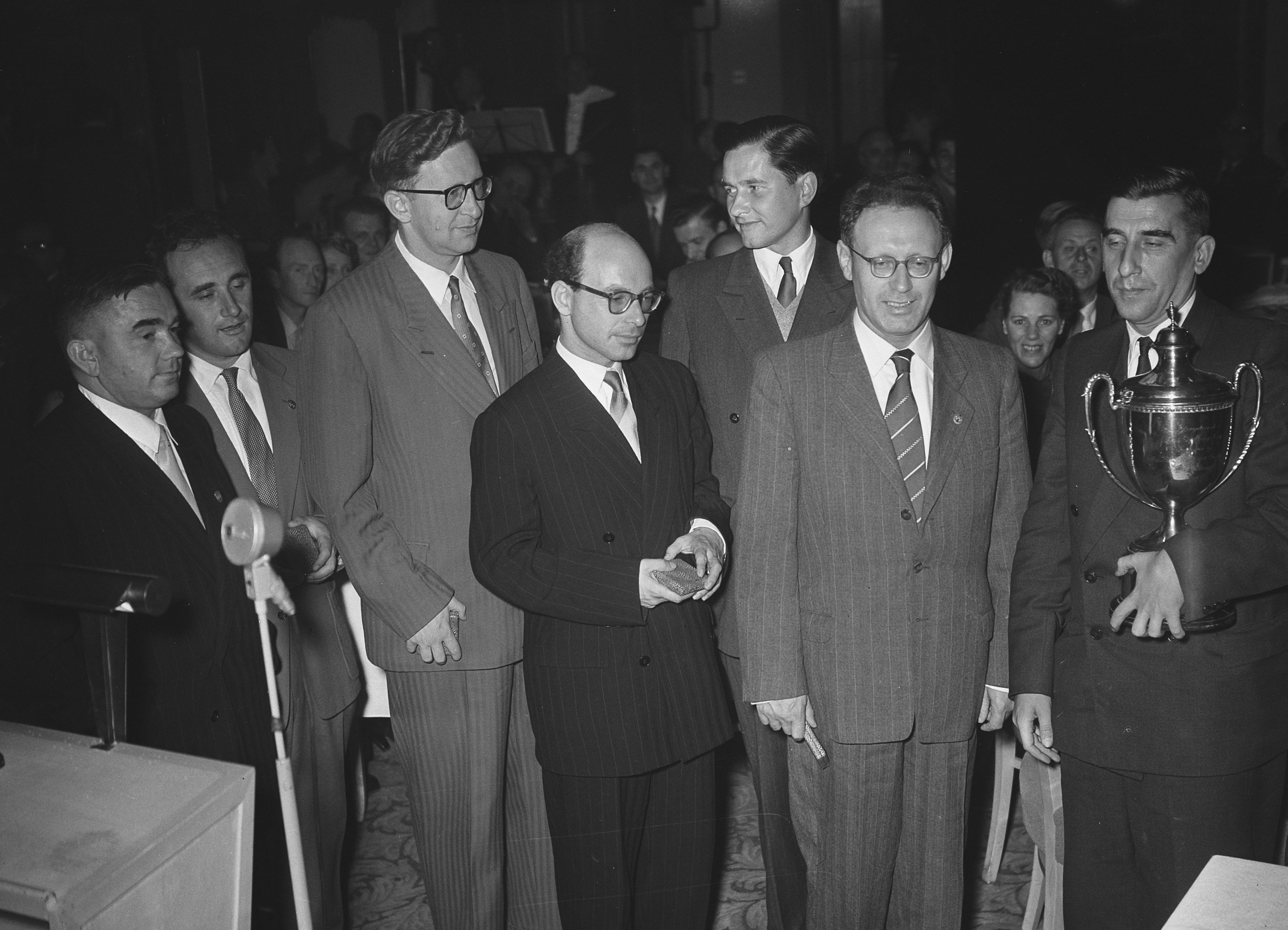
Time soviético da olimpíada de xadrez 1954

A Olimpíada de xadrez de 1954 foi a 11.ª edição da Olimpíada de Xadrez organizada pela FIDE, realizada em Amsterdã entre os dias 4 e 25 de setembro. A equipe da União Soviética (Mikhail Botvinnik, Vassily Smyslov, David Bronstein, Paul Keres, Efim Geller e Alexander Kotov) conquistou a medalha de ouro, repetindo o feito do ano anterior, seguidos novamente da Argentina (Miguel Najdorf, Julio Bolbochán, Oscar Panno, Carlos Henrique Guimard, Héctor Decio Rossetto e Herman Pilnik) e Iugoslávia (Vasja Pirc, Svetozar Gligorić, Petar Trifunović, Braslav Rabar, Andrija Fuderer e Aleksandar Matanović).

## Quadro de medalhas
| Tabuleiro | Ouro                  | Prata               | Bronze                   |
| 1.º       | URS Mikhail Botvinnik | SUI Josef Kupper    | DEN Bent Larsen          |
| 2.º       | CAN Frank Anderson    | ARG Julio Bolbochán | URS Vasily Smyslov       |
| 3.º       | HUN Gedeon Barcza     | URS David Bronstein | DEN Palle Nielsen        |
| 4.º       | URS Paul Keres        | SUI Edwin Bhend     | ITA Francesco Scafarelli |
| 1.º res   | URS Efim Geller       | YUG Andrija Fuderer | AUT Zoltan Kovács        |
| 2.º res   | FRA Sylvain Burstein  | SUI Edgar Walther   | YUG Aleksandar Matanović |